# Горе ръцете! или Враг №1
„Горе ръцете! или Враг №1“ (на руски: „Руки вверх! или Враг №1“) е заглавието на детски роман, написан от Лев Иванович Давидичев през 1969 година.
Романът е хумористичен, описващ историята на шпионската организация „Тигри-видри“ и героите генерал Скрито-Покрито, оберфобергогердрамхамшнапсфюрер фон Гаден, третокласника Толик Прутиков и други.